# 皮西門內
皮西门内，或佩西门内（羅馬化：Pysmenne），又按俄语名译为皮西缅诺耶，是位於烏克蘭東部的鎮，由第聶伯羅彼得羅夫斯克州錫內利尼科韋區的瓦西里基夫卡市镇負責管轄。該鎮始建於1886年，面積3.06平方公里，海拔高度150米，2011年人口1,276，人口密度每平方公里417人。

## 備註
1. ↑  俄语：，羅馬化：Pismennoye